# 静态变量
静态变量（英語：Static Variable）在计算机编程领域指在程序执行前系统就为之静态分配（也即在运行时中不再改变分配情况）存储空间的一类变量。与之相对应的是在运行时只暂时存在的自动变量（即局部变量）与以动态分配方式获取存储空间的一些对象，其中自动变量的存储空间在调用栈上分配与释放。

## 概念与定义
“静态变量”这一术语有两个容易混淆的定义：
1. 语言无关的通用定义：与程序有着相同生命周期（英语：Object lifetime）的变量；
2. C族语言特有的定义：以static存储类声明的变量。

而在以Pascal为代表的许多程序语言中，所有局部变量都由系统自动分配存储空间，而所有全局变量的存储空间则以静态分配的方式获取（对应“静态变量”），因此由于实际上“局部变量”和“全局变量”这两个术语已足以涵盖所有的情况，在这些程序语言中通常不使用“静态变量”这一术语，而直接以“全局变量”代之。一般来说，在这些程序语言中，静态变量就是全局变量，而即使在有明确区分全局和静态变量的程序语言中，在编译后的代码里二者也以相同的方式获取存储空间。而今术语“静态变量”的概念则主要基于C族语言的“static”的定义（即定义2）。

## 作常量使用
静态变量也可以用于存储常数。具体来说，静态变量（全局变量及汇编语言里定义的符号亦同）可用const，constant或final（根据语言决定）等关键字标识，这时其值就会在编译时设定，并且无法在运行时改变。编译器通常将静态常量与文本一起置于目标文件的文本区域，而非常量初始化数据则置于数据区；而如若有需要，有些编译器还可选择为其开辟专用区；为防止常数变量被错误的指针写入覆盖，亦可在这块区域启用内存保护机制。

## C族语言中的实现
在C语言及由其衍生出的C++与Objective-C等程序语言中，“static”是用于控制变量的生命周期和连接方式（即其作用域，亦即可见性）的保留字。确切来说，正如C族语言中的extern，auto与register这些保留字一样，static也是一种存储类（此处的“类”与面向对象语言的“类”的定义不同）标识。每个变量与函数都有以上的一种存储类标识，如果在声明中没有明确标识其存储类，编译时就会根据上下文来选择其默认存储类，如在源文件里的所有文件级变量对应的默认存储类是extern，而在函数体内的变量对应的则是auto，各存储类的属性如下表所列。
| 存储类名      | 生命周期                   | 作用域                               |
| ------------- | -------------------------- | ------------------------------------ |
| extern        | 静态（程序结束后释放）     | 外部（整个程序）                     |
| static        | 静态（程序结束后释放）     | 内部（仅翻译单元，一般指单个源文件） |
| auto,register | 函数调用（调用结束后释放） | 无                                   |

易见存储类为extern的变量（包括上面提到的未明确声明存储类的文件级变量）符合前段所述静态变量的定义1，但不符合定义2。

### 不同情况下的作用
除明确标识出变量的生命周期外，将变量声明为static存储类还会根据变量属性不同而有一些特殊的作用：
- 对于静态全局变量来说，针对某一源文件的以static声明的文件级变量与函数的作用域只限于文件内（只在文件内可见），也即“内部连接”,因而可以用来限定变量的作用域；

- 对于静态局部变量来说，在函数内以static声明的变量虽然与自动局部变量的作用域相同（即作用域都只限于函数内），但存储空间是以静态分配而非默认的自动分配方式获取的，因而存储空间所在区域不同（一般来说，静态分配时存储空间于编译时在程序数据段分配，一次分配全程有效；而自动分配时存储空间则是于调用栈上分配，只在调用时分配与释放），且两次调用间变量值始终保持一致；必须注意，静态局部变量只能初始化一次，这是由编译器来保证实现。[1]

- 对于静态成员变量来说，在C++中，在类的定义中以static声明的成员变量属于类变量（英语：Class variable），也即在所有类实例中共享，与之相对的就是过程变量（英语：Instance variable）。

### C示例
在C语言中，带有静态变量的程序如下所示：
```
#include
 
<stdio.h>

void
 
func
()
 
{

	
static
 
int
 
x
 
=
 
0
;
 
// 在对func的三次调用中,x只进行一次初始化

	
printf
(
"%d
\n
"
,
 
x
);
 
// 输出x的值

	
x
 
=
 
x
 
+
 
1
;

}

int
 
main
(
int
 
argc
,
 
char
 
*
 
const
 
argv
[])
 
{

	
func
();
 
// 输出0

	
func
();
 
// 输出1

	
func
();
 
// 输出2

	
return
 
0
;

}

```

### C++示例
在C++中，带有含私有静态内部变量的类的程序如下所示：
```
class
 
Request

{

	
private
:

		
static
 
int
 
count
;
 
// 不能为外部调用

		
string
 
url
;
 
// 只能被成员函数调用

	

	
public
:

		
Request
()
 
{
 
count
++
;
 
}

		
string
 
getUrl
()
 
const
 
{
 
return
 
url
;
 
}

		
void
 
setUrl
(
string
 
value
)
 
{
 
url
 
=
 
value
;
 
}

		
static
 
int
 
getCount
()
 
{
 
return
 
count
;
 
}

};

int
 
Request
::
count
 
=
 
0
;
 
// count 可以在类声明外进行初始化

```

### PHP示例
```
<?php

function
 
test
(){

static
 
$a
 
=
 
0
;
//变量$a在第一调用test()时被初始化，每次调用 test() 函数都会输出 $a 的值并加 1

echo
 
$a
;

$a
++
;
//，每次调用 test() 函数都会输出 $a 的值并加 1

}

?>

```